# Гиерокл Александрийский
Гиеро́кл Алекса́ндрийский (др.-греч. Ἱεροκλῆς ὁ Ἀλεξάνδρειος; 1-я пол. V века) — античный философ-неоплатоник:127, представитель Александрийской школы неоплатонизма (считается её первым представителем:117), ученик Плутарха Афинского (согласно Фотию). По-видимому был старшим современником Прокла.
Сохранились комментарии Гиерокла к псевдо-пифагорейским «Золотым стихам», в которых он излагает основы платоновской философии; также значительное и очень подробное изложение его собственного трактата «О промысле», даваемое Фотием. Личность и творчество Гиерокла рассматривает Дамаский в своем трактате «Жизнь Исидора»; отрывки из этого трактата представлены у того же Фотия. Дамаский придерживается высокого мнения о личности и философско-художественном стиле Гиерокла, но критически относится к большой обобщенности его воззрений (которая, по мнению Дамаския, мешает Гиероклу входить в необходимую глубину философской детализации).
В учении Гиерокла наряду с моментами «традиционного» неоплатонизма отразились тенденции, характерные для пост-Ямвлиховского периода: учение о материи как не о самостоятельном начале, но как о созданной богом, хотя и не во времени; учение о сотворении души и эфирного тела человека верховным демиургом, по подобию которого внутримировые боги создали человека земного и т. д.
Из проблем, которые затрагивает Гиерокл, наибольшее значение имеет проблема соотношения демиурга и материи. Первая неоплатоническая ипостась, а именно Единое, предметом исследования у Гиерокла не является; Гиерокл подробно рассматривает вторую ипостась, то есть Нус, или демиурга.

## Демиург и материя
Гиерокл является представителем т. н. диалектического монизма, то есть отрицает всякое предсуществование материи в виде такого бесформенного субстрата, который самостоятелен и независим от демиурга. Фотий приводит слова Гиерокла, рисующие беспомощность такого демиурга, который для своего творчества нуждался бы еще в каком-нибудь предсуществующем бесформенном субстрате. Демиург достаточно «силен» для того, чтобы создавать не только форму мироздания, но и всю её «материальную базу», её субстрат. Этот субстрат не предшествует демиургу во времени, не является «причиной мироздания», которое во всей своей полноте творится только одним демиургом.
В этом смысле особенный интерес представляет у Гиерокла определение демиурга как тетрады. Если в пифагореизме под единицей понимается точка, под двоицей линия и под троицей плоскость, то четверица, тетрада, — это уже тело. Из этого видно, почему Гиерокл под демиургом понимает именно пифагорейскую тетраду: демиург Гиерокла не есть всемогущая и вездесущая единица и т. п., но уже собственно совершенный результат деятельности [самого] демиурга.
Демиург, по Гиероклу, даже если творит по своей воле, это [все равно] то же самое, что он творит самим своим существом, собственным существованием. Это понимание особенно ярко рисует полное тождество в Уме его бытия, его мышления и его творчества. Посредством этого тождества Гиерокл не понимает и не принимает промысел как личное произволение, но как раз как навсегда данное, всегда вполне одинаковое, закономерное «волевое состояние».
Отрицание Гиероклом предсуществования материального субстрата и признание этого субстрата творением самого демиурга — формально христианский момент. Но положение о творимой материи, которая находится в самом же демиурге вечно и заставляет признать в демиурге вечное творение, но не волевой и преднамеренный творческий акт — формально момент антихристианский. При таком взгляде исключается понимание демиурга как сознательного творца, действующего по своим «личным побуждениям»; христианство представляет именно произвольное и намеренное творение мира единой божественной личностью (какое положение еще Прокл считает демиурга «недостойным» и абсурдным).
В аспекте такого соотношения между демиургом и материей, Гиерокл устанавливает трехступенную иерархию бытия: 1) богов небесных, 2) богов срединных между небом и землей, передатчиков божественной воли — демонов, 3) низшую сферу смертных людей. Эта иерархия называется у Гиерокла «миротворческой мудростью» (κοσμοποιός σοφία). За этой концепцией тройной иерархической природы демиурга (представленной, вслед за Платоном, у Прокла, у Гиерокла возникает и учение об иерархии душ. Эта иерархия начинается с «надлунных областей», где мыслятся души высшие по своей разумности, продолжается воздушными душами «верхней подлунной области» и заканчивается низшими, чисто земными душами.

## Световое и пневматическое тела
В понимании «светового тела» души Гиерокл прямо следует Порфирию, Ямвлиху и главным образом Проклу. Это световое тело занимает среднее положение между чисто ра́зумной и вегетативной душами; оно управляет всей жизнью души и есть даже собственно её жизнь. Это световое тело есть тело эфирное и обладает активно организующей силой; оно создано самим демиургом и вложено в человека изначально, так что является для него врожденным, в отличие от пневматического тела, которое человеку не врождено, но приобретено извне.
У Гиерокла пневматическое тело также является для человека врожденным, как и световое (в противоположность главным образом Порфирию, у которого пневма образуется у души еще на небе в момент падения души на землю, причем постепенно «затемняется, тяжелеет, увлажняется от соприкосновения с материальными стихиями, доходит до земли и путешествует [там]»). Отсюда световое и пневматическое тела «сближены», то есть световое тело также нуждается в очищении вместе с человеческой душой.

## Учение о промысле
По Гиероклу, действующие в мире промысел и судьба не отнимают у человека свободы выбора и воли (что, впрочем, ведет его к худшему состоянию, чем первоначальное). Промысел (πρόνοια, намерение, попечение, провидение) — это, вообще говоря, вся ноуменальная область, которая, с одной стороны, у неоплатоников трактуется в своей устремленности к еще более высокой ипостаси и, с другой стороны, в своей устремленности к низшим сферам — к космической душе, к самому космосу и к материи. Этот докосмический Ум определяет собой все роды существования, предоставляя свободу выбора тому, что подчинено этим родам.
От промысла нужно отличать судьбу, которая является только карающей за отступления от указаний промысла. Эта судьба имеет своей функцией справедливое восстановление нарушенной истины. Судьба не есть просто природа и не есть просто принудительность. Она не уничтожает свободы человека, а, наоборот, предполагает её у человека и следит только за нарушением свободного, но плохо употребленного выбора.
В этом смысле судьба есть «воля божья» и «закон божий». Этот закон не приказывает и не принуждает, а требует свободы выбора в подчинении или в неподчинении закону. Судьба проявляется также и в действиях демонов, поскольку демоны помогают осуществлять волю божью и разоблачать её нарушение. Свобода выбора есть внутреннее дело человека, но она небезгранична. Ей не подчиняется объективное становление вещей, но зато в своем внутреннем выборе [того или иного поведения] человеческая душа зависит только от себя самой.

### Переводы
- Золотые стихи пифагорейцев, с комментарием Гиерокла Философа. / Пер. Г. В. Малеванского. // «Вера и разум». 1897. № 16-23.
- Пифагорейские золотые стихи с комментарием Гиерокла. / Пер. и предисл. И. Ю. Петер. (Серия «Пирамида»). М.: Гнозис. 1995. 121 стр.
  - 3-е изд. М.: Алетейа-Новый акрополь. 2000. 160 стр.

## Исследования
- Лосев А. Ф. История античной эстетики: [Том VI] Поздний эллинизм. М.: Искусство. 1980. С. 52-64.
- Лосев А. Ф. История античной эстетики: [Том VII] Последние века. М.: Искусство. 1988. Кн. II. С. 7-9.
- Шичалин Ю. А. Гиерокл Александрийский. // Античная философия: Энциклопедический словарь. М., 2008. С. 270—271.